# Vrhovo pri Šentlovrencu
Vrhovo pri Šentlovrencu je naselje u slovenskoj Općini Trebnju. Vrhovo pri Šentlovrencu se nalazi u pokrajini Dolenjskoj i statističkoj regiji Jugoistočnoj Sloveniji. 

## Stanovništvo
Prema popisu stanovništva iz 2002. godine naselje je imalo 38 stanovnika.